# Ambasada Kamerunu w Moskwie
Ambasada Kamerunu w Moskwie – misja dyplomatyczna Republiki Kamerunu w Federacji Rosyjskiej.
Ambasador Kamerunu w Moskwie oprócz Federacji Rosyjskiej akredytowany jest również m.in. w Republice Białorusi, Rzeczypospolitej Polskiej i na Ukrainie.

## Historia
Ambasadorzy Kamerunu w Związku Radzieckim/Rosji są mianowani od 1964.